# إدي جيمس
إدي جيمس هو لاعب كرة القدم الكندية كندي، ولد في 30 سبتمبر 1907 في وينيبيغ في كندا، وتوفي في 26 ديسمبر 1958.